# İsmet Yılmaz
İsmet Yılmaz (nascut el 1961) és un enginyer mecànic, consultor legal, funcionari i polític turc. Actualment ocupa el càrrec de Ministre d'Educació Nacional de Turquia.

## Primers anys
İsmet Yılmaz va néixer el 1961 a Gürün, província de Sivas. Després dels seus estudis primaris a la seva ciutat natal, es va matricular a l'Escola Superior Haydarpaşa a Istanbul. Després, va estudiar enginyeria mecànica a l'Escola de Nàutica de la Universitat Tècnica d'Istanbul, on es va graduar el 1982 amb una llicenciatura. Yılmaz va assistir a continuació a la Facultat de Dret de la Universitat d'Istanbul per a rebre ensenyament en dret marítim fins al 1987. Va continuar els seus estudis sobre "gestió tècnica marítima" a la World Maritime University a Malmö, Suècia i va aconseguir un mestratge. Va rebre un altre mestratge en Dret per l'Institut de Ciències Socials a la Universitat de Màrmara, d'Istanbul. Finalment, İsmet Yılmaz va rebre un grau de Doctor en Dret per l'Institut de Ciències Socials de la Universitat d'Ankara

## Carrera
Després de treballar vint anys com enginyer i consultor legal, va esdevenir sotssecretari d'Afers Marítims al Ministeri de Transports i Comunicacions el 31 de desembre de 2002. De conformitat amb l'article 114 de la Constitució de Turquia, va ser nomenat Ministre neutral de Transports i Comunicacions el 8 de maig de 2007 com marcador de posició per Binali Yıldırım fins a les eleccions legislatives turques de 2007. Yılmaz va ser nomenat subsecretari del Ministeri de Cultura i Turisme l'1 novembre del 2007
Va entrar en la política pel Partit de la Justícia i el Desenvolupament, i va esdevenir diputat de la província de Sivas després de les eleccions legislatives turques de 2011. El 6 de juliol de 2011, va ser nomenat Yılmaz va ser nomenat Ministre de Defensa Nacional al tercer gabinet d'Erdoğan.
İsmet Yılmaz està casat i té tres fills.